# Atsuta-ku (Nagoya)
Atsuta (熱田区 Atsuta-ku?) es un barrio de la ciudad de Nagoya, en la prefectura de Aichi, Japón. En octubre de 2019 tenía una población estimada de 66.318 habitantes y una densidad de población de 8.088 personas por km². Su área total es de 8,20 km².

## Demografía
Según los datos del censo japonés, esta es la población de Atsuta en los últimos años.
| 1995   | 2000   | 2005   | 2010   | 2015   |
| ------ | ------ | ------ | ------ | ------ |
| 65.055 | 62.625 | 63.608 | 64.719 | 65.895 |